# فرودگاه شهرستان فرانکلین (تنسی)
فرودگاه شهرستان فرانکلین (تنسی) (به انگلیسی: Franklin County Airport (Tennessee)) یک فرودگاه همگانی بهره‌برداری هوایی با کد یاتا UOS است که یک باند فرود آسفالت دارد و طول باند آن ۱۱۲۸ متر است. این فرودگاه در کشور ایالات متحده آمریکا قرار دارد و در ارتفاع ۵۹۵ متری از سطح دریا واقع شده است.